# Rafael Farga

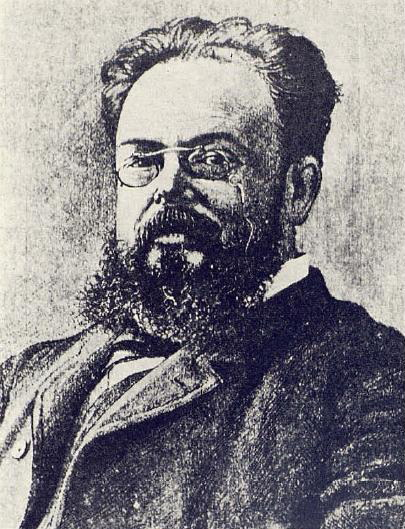
Rafael Farga i Pellicer em 1880.

Rafael Farga i Pellicer (1844, Barcelona - 1890) foi um tipógrafo, cartunista,  jornalista, sindicalista e anarquista catalão. Foi um dos mais ativos membros da Federação Espanhola da Associação Internacional dos Trabalhadores, militando em favor das ideias anarco-coletivistas de Mikhail Bakunin.